# Coronie Sportbond
De Coronie Sportbond (CSB) een overkoepelende organisatie van sportverenigingen in het district Coronie in Suriname. De bond is aangesloten bij onder meer de Surinaamse Voetbal Bond (SVB).

## Geschiedenis
De CSB werd op 24 augustus 1932 opgericht. Het eerste bestuur bestond uit voorzitter Herbert Prellwitz, vicevoorzitter Julius Boldewijn, secretaris Evert Nassy, penningmeester Hendrik Feller en de commissarissen Joseph Schoenman, Albert Gebhardt en Johnny Esajas. Het verzoek van het eerste bestuur om een perceel grond toegewezen te krijgen voor een voetbalveld werd door toenmalig gouverneur Bram Rutgers afgewezen. Met moeite lukte het om zelf een perceel te kopen aan de Eerste Serie die later werd hernoemd naar een van de commissarissen, de Joseph Schoenmanstraat.
Er waren in de loop van de jaren verschillende clubs bij de bond aangesloten met landelijke sperspelers als Wilfred Garden, Alex Hasselbaink en Jimmy Winter. Enkele aangesloten clubs behaalden de topsectie van de SVB, waaronder de Corona Boys die doorpromoveerden naar het hoogste niveau. Ook waren er tijden van inactiviteit waarna de bond nieuw leven werd ingeblazen.
Begin 21e eeuw werden de voetbalevenementen van het Bert Rigtersstadion overgeplaatst naar het nieuwe Letitia Vriesde Sportcomplex in Soemboredjo in Totness, dat werd neergezet met hulp van de KNVB. Naast voetbal worden hier atletiek, cricket en slagbal beoefend.